# 佐竹義重 (第四代當主)
佐竹義重（1186年－1252年4月5日）是鎌倉時代武將。常陸國佐竹氏第4代當主。父親是第3代當主佐竹秀義。兒子有第5代當主佐竹長義、額田義直（額田氏的家祖）、佐竹義澄（真崎氏的家祖）、岡部義綱（岡部氏的家祖）、佐竹重氏。別稱佐竹別當。官位是常陸介。

## 經歷
與父親和弟弟一同在承久之亂中活躍等，忠實地仕於鎌倉幕府，努力令作為御家人的佐竹氏的地位可以保全和上升。次男額田義直在建長年間成為分家並成為額田氏的家祖，其他兒子亦成為了許多庶家並得到振興，建立起南北朝時代以後佐竹氏躍進的基礎。鎌倉時代的佐竹氏有義重、長義（1207年－1272年）、義胤（1227年－1278年）、行義（1263年－1305年）、貞義持續以分家和婚姻關係來提升御家人的地位。